# Teleplugg

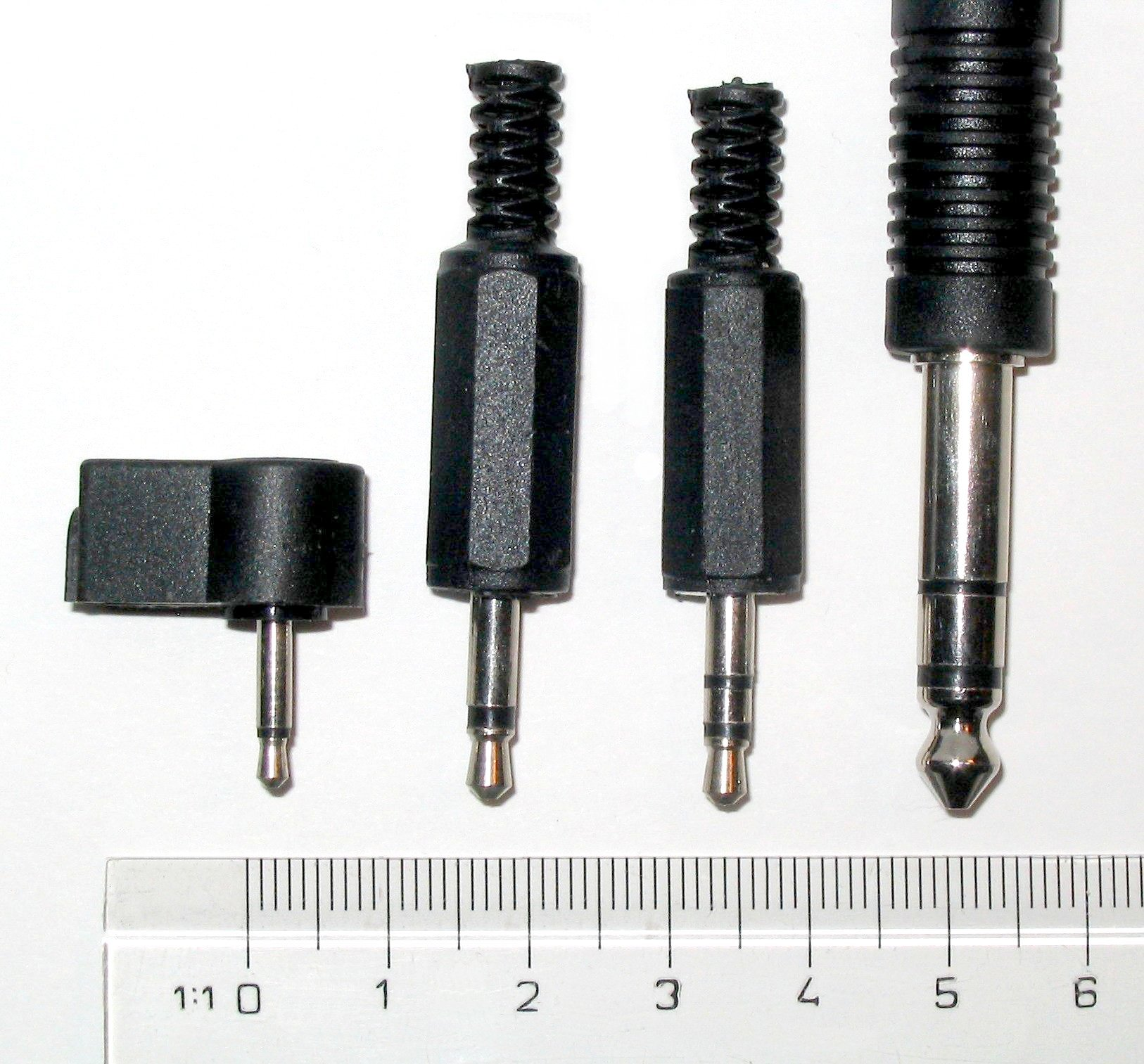
Telepluggar. Från vänster till höger 2,5 mm, 3,5 mm mono, 3,5 mm stereo, 6,3 mm (1/4") stereo.

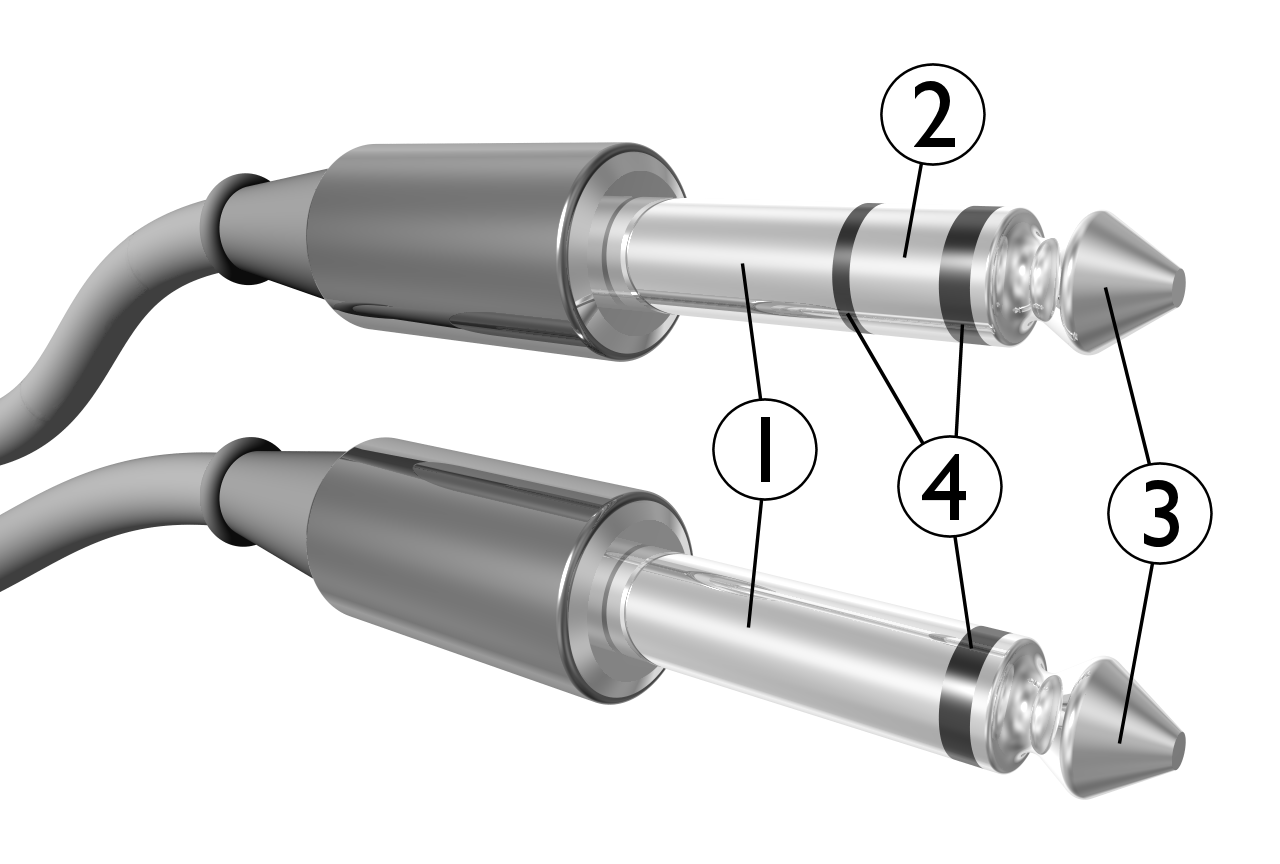
Teleplugg för stereosignaler eller balanserad signal (överst) och monosignaler (nederst).
1. Hylsa, används för jordning och skärm.
2. Ring, används för höger signal vid stereo eller för (-), ibland kallad "cold", vid balanserad signal.
3. Spets, används för vänster signal vid stereo, för monofoniska signaler eller för (+), ibland kallad "hot", vid balanserad signal.
4. Isolator av till exempel plast eller hårt gummi.

Teleplugg eller telefonpropp är en typ av elektriskt kontaktdon med ett runt metallstift som trycks in i motsvarande hylsa. Metallstiftet är ofta avdelat så att två poler för mono eller tre poler för stereo eller en balanserad signal kan kopplas med samma kontakt. Det finns även en variant med fyra poler, där den fjärde är för mikrofon.

## Historiskt
Ursprungligen användes kontakttypen för omkoppling i manuella telefonväxlar, därav namnet. Med tiden upptäckte man att kontakttypen var slitstark, billig, praktisk och oöm, och den blev populär som kontakt till bland annat mikrofoner, hörlurar, elförstärkta musikinstrument och professionell ljudutrustning som mixerbord. Ursprungligen var telepluggen i diameter 1/4 tum något som idag ofta anges som 6,3 mm (egentligen 6,35 mm).

## Användning
Den vanligaste dimensionen på telepluggar är idag 3,5 mm, men även 2,5 och 6,3 mm förekommer. Kontakter med dimensionen 3,5 mm används till hörlurar, mikrofoner och headsets för bärbara apparater, till exempel mp3-spelare och datorer. 2,5 mm teleplugg används huvudsakligen för anslutning av headset till mobiltelefoner och bärbara telefoner men även till ett antal specialtillämpningar. Till sist används telepluggar med diametern 6,3 mm bland annat till musikinstrument, mikrofoner, professionell ljudutrustning som mixerbord och hörlurar för studio- och hemmabruk. Vid professionell användning är signalen ofta balanserad. 

## Andra audiokontaktdon
- DIN-kontakt
- RCA-kontakt
- XLR-kontakt